# Blerick
Blerick est une ancienne bourgade paysanne, localité du bord occidental de Meuse dans la province du Limbourg, devenue une modeste ville vers la fin du XIXe siècle, annexée en 1940 pour former un quartier excentré de la grande commune néerlandaise de Venlo, avant de prêter son nom à un vaste district urbain de cette dernière en rive gauche de la Meuse. Cette dénomination rappelle non seulement l'existence médiévale d'une communauté du comté de Kessel, puis de la Haute Gueldre, mais aussi une station antique protégée par un camp fortifié sur la voie romaine principale doublant l'axe de transport fluvial. 

## Géographie
Après Ruremonde, la vallée de la Meuse s'élargit, perdant régulièrement plus de 50 cm par kilomètre. Le fleuve coule sur des terres sableuses, charriant les débris de calcaires coquilliers alliés à des sables plus ou moins grossiers depuis la sortie du couloir resserré de Maastricht. Peu avant la ligne transversale Blerick-Venlo, la Meuse coule à nouveau sur de la roche calcaire, ce qui permettait le mirifique développement sur l'eau claire autrefois d'une mousse tourbeuse, servant, une fois séchées, au chauffage domestique. Cette transversale représente un seuil naturel, car la Meuse ne perdant plus que 6 cm par kilomètre commence son lent parcours de rivière de plaine tranquille. Il était bien connu des bateliers médiévaux ou nautes antiques de la Meuse, qui préféraient, au mieux, changer de type de navire et transborder au voisinage de Blerick-Venlo. 
Les observateurs descendant la rivière ont été frappés par les abords de la vallée, couverts de landes peu fertiles à bruyères, souvent laissées à une maigre forêt ainsi qu'à des dépressions humides, souvent ennoyées, nommées "peel", occupées naturellement par de marais tourbeux ou communiquant avec de vastes étendues similaires. Mais, c'est oublier que très tôt, les rives de Meuse ont été aménagées, parfaitement mises en valeur par une agriculture précoce et intensive, disposant de techniques d'amendements spécifiques (apport d'argiles diverses sur sols sableux) et d'une irrigation appropriée.
Blerick, en partie éloignée de la Meuse dont les bords sont entre 16 et 18 mètres d'altitude, est situé sur l'axe d'une vieille route qui la relie au sud à Hout-Blerick, terminologie rappelant que les deux localités ont été de simples villages agricoles il y a plus d'un siècle. Plus à l'ouest, Boekend et les « Blerickse bergen », monticules constituées d'anciennes dunes fluviales porteuses de forêts de conifères, marquent la limite de cet ancien monde agro-pastoral partant de la rive gauche de la Meuse. Au nord, l'ancien et autrefois minuscule hameau d'Ubroek est désormais enserré dans de multiples parcs et zones d'activités industrielles, menant au vaste port industriel moderne construit sur la Meuse en face de l'ancienne Venlo. Il s'agit ici d'un espace repris à la zone de visibilité ou de dernières manœuvres au XIXe siècle, des forts militaires construits en face de Venlo, pour verrouiller à différentes époques la Meuse.

## Histoire

### Histoire antique

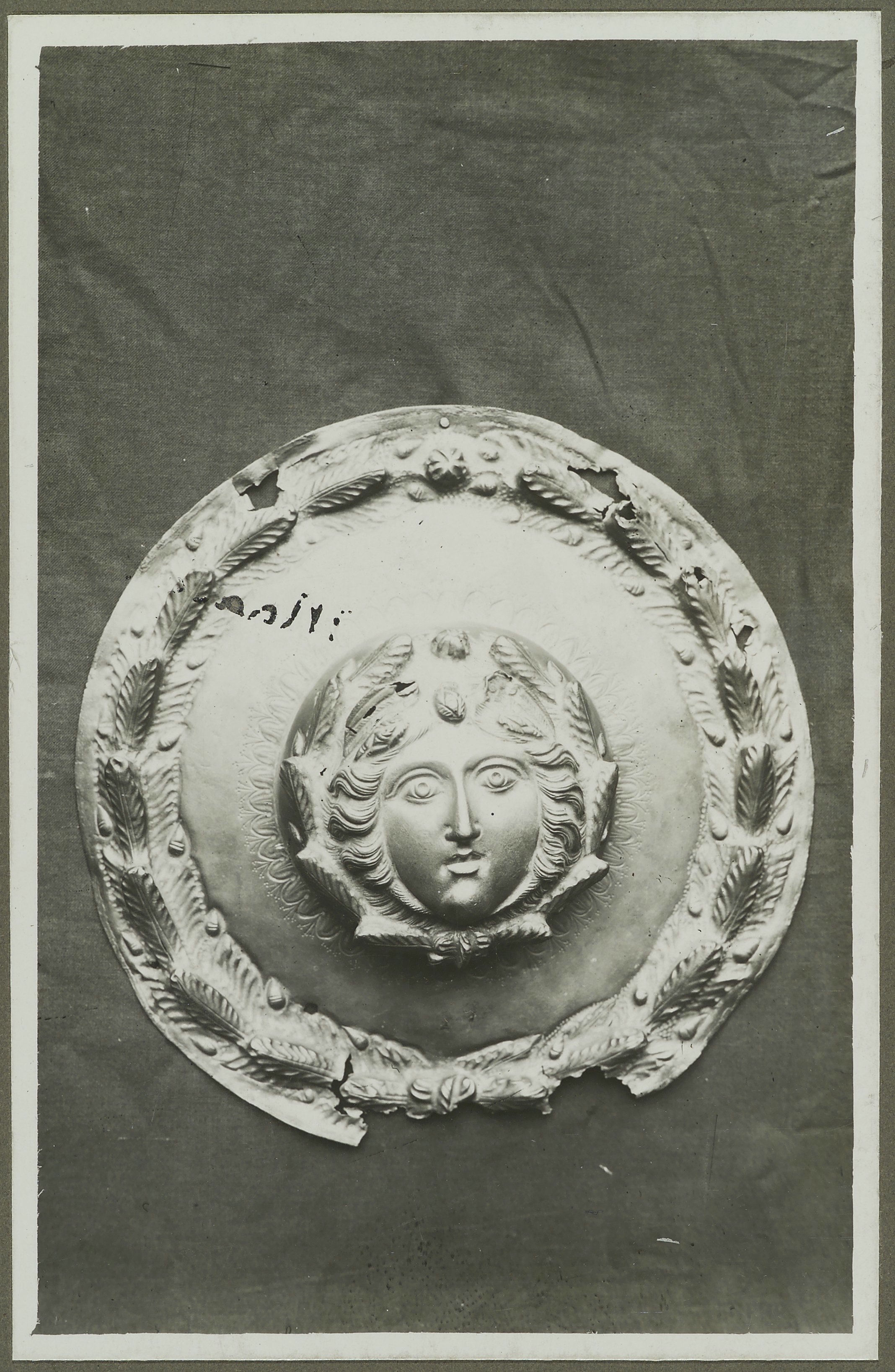
Bronze à tête protectrice de méduse

Il s'agit d'un campement fortifié, un castrum de surveillance militaire et un espace de colonisation, sur la voie romaine de Mosa Trajectum à Noviomagus, c'est-à-dire de Maastricht à Nimègue : il est dénommé avant le Moyen-âge moyen "Blariaco", et plus tard renommé en Blariacum par les humanistes latinistes du XVIe siècle. Cette partie de la chaussée romaine de Tongres à  Nimègue le long de la Meuse est mentionnée sur la Table de Peutinger.
L'abandon de « Blariacum », camp devenu simple vicus en Germanie inférieure, se situerait peut-être après les réformes de Constantin, et avant l'abandon de Augusta Treverorum en 407 par le pouvoir impérial pour Arelate.
Notons que le camp romain est largement décalé, on ignore si c'est au sud-ouest au-delà de Hout-Blerick en limite du parc naturel de Crayelheide, hypothèse la plus probable, ou parfois au nord sous l'ancien fort Saint-Michel, par rapport au gros village Blerke ou Blerijk des temps modernes, ou à la modeste Blérick à l'époque française.

### Période médiévale
L'effacement des vestiges en hauteur proéminente de Blariaco est lent. Le site militaire garde probablement un usage polyvalent, au profit des autorités franques saliennes, jusqu'au VIe siècle. La vieille voie antonine au voisinage de la Meuse garde les traces d'un vaste cimetière de la fin du deuxième siècle.
Probablement avant le début du VIIIe siècle, cette fraction basse de la vallée de la Meuse intègre le grand pagus mosariorum. Ce Maasgau ou pays de Meuse est attesté en 714, avant d'être divisé à la fin du VIIIe siècle en pays inférieur et supérieur de Meuse à l'aval de Liège. La première mention d'archives carolingiennes date de la fin du VIIIe siècle, il s'agit dans une missive rédigée en latin de l'abbé de Fulda à un nommé Albéric de la mention de ce domaine singulier du Maasgau ou pays de Meuse "in villa nomine Blaricge in pago masao". 
Ces rives occidentales de Meuse à haut rebord et collines sableuses, dénommées autrefois Maas-Blerick, sont fréquentées par la batellerie et habitées, la découverte d'un trésor monétaire en 1996, lors de la construction du pont sud (Zuider brug) à 2 km du centre de Venlo, au niveau des piles en rive gauche l'atteste. Les monnaies thésaurisées et enfouies se dispersaient entre le IXe et le XIe siècle. 
Les terres dépendances de l'archevêché de Cologne dans l'Empire d'Otton dès le Xe siècle font partie au XIe siècle du comté de Kessel (issu d'un castellum Menapiorum connu, près de Roermund), dirigée par une branche issue de la première maison de Juliers. Néanmoins dès le XIIIe siècle les comtes de Kessel peinent à y exercer leurs autorités, passant insensiblement sous la tutelle des comtes et ducs de Brabant. 
Le noble Otton, seigneur de Borne, vassal du puissant comté de Looz qui protège ici la batellerie meusienne fait ériger en 1219 une église dédiée à son vénérable aïeul, saint Lambert de Liège à Blerick. L'église première, construite probablement avec un stock de pierre transporté du site de Blariaco, est modeste, mais elle est élargie et agrandie au fil des décennies. C'est l'origine de la paroisse rurale saint Lambert. La population du village (Dorp), des abords des routes ou chemins menant à Blerick et de la rive, segmenté de collines, donnant sur la Meuse (Maes-Blerick) vers 1450 peut être estimée à 700 habitants, si on anticipe les limites communales de la Belle Epoque.
Un descendant d'Otton, Goswin seigneur de Borne, revendique en 1185 un pariage sur l'oppidum ou ville forte de Venlo, fondé vingt ans plus tôt sur des prairies d'irrigation rehaussées par le creusement de large canaux latéraux, sur l'autre rive en face de Blerick, avec le concours de dame Agnès de Heinsberg et de ses représentants vers 1163, alors que l'année suivante, en 1186, le comte de Gueldres, Reginald ou Renaud Ier, en affirme par cette périphrase en ancien français "me ville de Venle" l'entier patronage. La contestation paraît logique au registre politique, car l'essor de la ville bourgeoise a été prodigieux en deux décades.
Renaud II de Gueldres règle les divers litiges en rachetant après 1305 le comté de Kessel, les droits comtaux et les 18 derniers villages, parmi lesquels figurent Blerick, Brey et Baerlo, à l'héritier de Waléran de Kessel, sire de Grevenbroeck, à savoir Henri de Kessel, qui, désormais dépourvu de dettes et sans souci pour sa vie, peut demeurer dans son château de Kessel, seigneur de la petite châtellenie réduite aux environs de Kessel.
Sur le territoire du district actuel de Blerick, Venlo affirme en 1450 son droit de ville forte en construisant hors les murs et sur l'autre rive un puissant fort de contrôle de la Meuse, en bois et en terre, derrière le débarcadère au lieu-dit « De Staay ».

### Période moderne
Devenue partie des Pays-Bas du Sud à large majorité catholique, l'évêché de Ruermond tolère un pluralisme protestant. Toutefois, ces petits groupes pratiquant la religion réformée ne possèdent au cours des siècles ni église ni maison commune à Blerick, à la différence de la ville voisine de Venlo où l'ancienne église dédiée à saint Joris est dès 1632 transformée en temple réformé dénommé trivialement « Joriskerk ».
La couronne espagnole, chargée de cette contrée de Haute Gueldre conquise en 1637 qui ne dévie plus de la foi catholique, transforme la place forte en forteresse de pierre, inaugurant de spectaculaire travaux le 29 septembre 1641. Les travaux lancés sous la protection de l'archange saint Michel dure deux longues années et laisse à l'édifice de défense le nom de fort saint-Michel (Sinkt Michiels). Les espaces de visibilité autour du fort, doté par ailleurs de camps de manœuvre, sont accrus, ce qui explique le caractère campagnard des environs du fort avant l'essor du chemin de fer, les habitations ne pouvant être érigées que fort loin du site militaire.

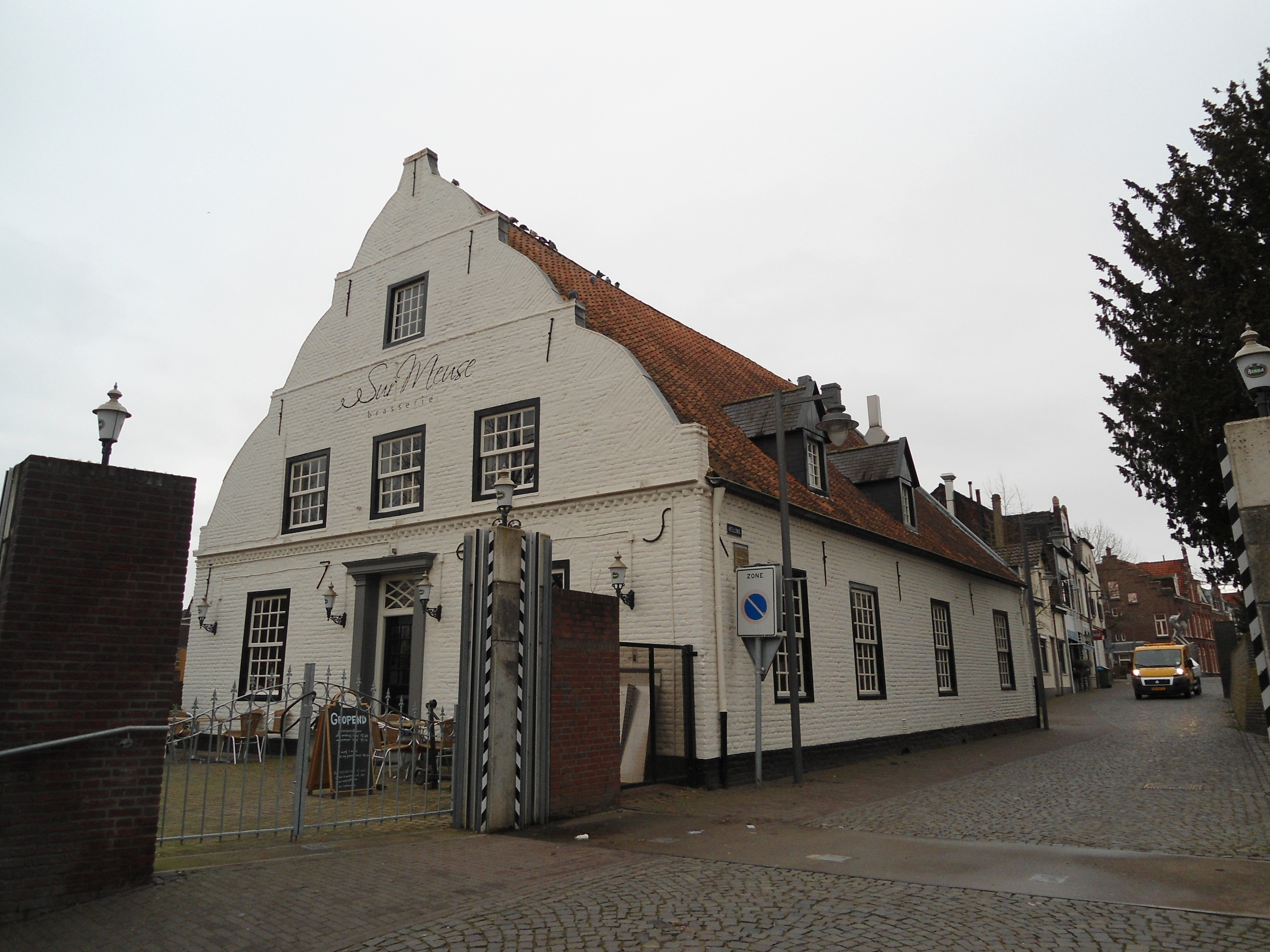
Bâtisse initialement construite en 1705, devenue la brasserie « Sur la Meuse », la plus vieille maison sur la première colline de Blérick

La guerre de Succession d'Espagne sonne le glas de la présence des Pays-Bas espagnols, perpétuée après le traité de Munster en 1648 et malgré l'irruption éphémère des troupes du grand Roi en 1667-1668 et 1672-1673. En 1701, les troupes franco-espagnoles réaménagent les fortifications de Saint Michel devant la Meuse, renforçant les remparts et connectant sa défense par des canaux au fleuve. En vain, car la coalition anti-française conquiert la ville de Venlo qui se rend le 23 septembre 1702, avant d'envahir l'ensemble de la Haute Gueldre et l'évêché de Roermond dans les mois qui suivent. Les troupes prussiennes, ne laissant que la ville de Venlo et quelques terres au sud de Roermond à leur allié néerlandais, joué dans la farine diplomatique du traité de la Barrière en 1715, occupe cette contrée mosane, notamment entièrement en rive gauche. Les Prussiens deviennent les véritables maîtres de la Meuse en aval de Roermond. Ils réoccuperont de manière éphémère cette partie de Haute-Gueldre après l'aventure révolutionnaire française, imposant son rattachement à l'Empire allemand.

### Période contemporaine
Les legs lointains de la féodalité, comme ceux des états-principautés ou provinces modernes, s'estompent après l'arrivée de troupes françaises autant hirsutes que victorieuses, et la mise en place d'une administration dans un cadre étatique après 1794. Un canton de moins de 5 000 habitants est fondé en tenant compte des vieilles solidarités sur cette fraction en rive gauche de Meuse : il reçoit « Mairie de Bree », plus tard nommé Maasbree comme éphémère chef-lieu de canton, du département de Meuse inférieure créé officiellement le 1er octobre 1795 à Maastricht, alors Maestricht. 

#### Mutations administratives
Liberté est laissée aux communautés paysannes, en particulier les villages de Baarloo, Blerick ou Bree de s'administrer, en élisant leur maire, leurs conseillers et autres représentants, en créant leurs archives, état-civil et comptes en commun, de personnalités juridiques reconnues sous l'égide de l'état, dans le cadre du département. Désormais n'importe quel seigneur possesseur de terres ne peut interférer dans les choix de vie communautaire, à moins d'y participer humblement par une simple voix d'électeur-citoyen. S'ils n'apprécient ni la soldatesque française ni les réquisitions exceptionnelles en temps de guerre, les paysans des rives de Meuse jugent pertinente et excellente la rigueur du droit français, qui les fait accéder à la propriété reconnue juridiquement par l'état. Ils s'aperçoivent, plus lentement il est vrai au contact d'autres citoyens français comme eux, qu'ils peuvent garder leurs bonhomies, manières d'êtres et particularités, sans obéir aux diktats de prétendus missionnaires révolutionnaires, venus des villes voisines.
La perception des droits de douane et de navigation est placée sous la principale direction administrative de Clèves. En 1801, Baerlo, Blerick, Helden et Brée sont de simples postes douaniers de la perception secondaire de Vanraye. Blérick n'est pas seulement qu'un petit centre agricole, mais elle garde une face économique ripuaire sur la Meuse.
En 1814, l'effondrement militaire de l'Empire rend les rives de Meuse au royaume des Pays-Bas restauré au profit de la dynastie d'Orange. Le département de Meuse inférieure disparaît et rejoint la province de Limbourg, sans modification administrative notable, à grande échelle. La tutelle militaire et économique est désormais exercée par la Grande-Bretagne. En 1830, le Limbourg est reversé à la Belgique, sanction de l'oppression politique excessive de l'administration néerlandaise, en contrées catholiques. Les stratèges militaires belges trouvent le fort saint Michel trop éloigné des rives de Meuse, ne fermant nullement le passage à des troupes mobiles ou aguerries. En 1831, un fort en terre transitoire, dénommé fort Léopold, est érigé pour combler la lacune défensive.
Ce n'est qu'en 1839 qu'une partie septentrionale est rendue définitivement aux Pays-Bas, ce qui crée l'actuelle province du Limbourg.

#### Section de commune en terres catholiques limbourgeoises
La ville ancienne, en partie imaginaire, est très connue par les archéologues au point d'apparaître fréquemment sur les cartes antiquisantes, sur les atlas historiques ou modernes. La modeste Blerick, simple section communale, apparemment déchue de son statut autonome de commune au profit du chef-lieu de canton Maasbree, est située sur la rive occidentale de la Meuse, là où passait la voie romaine antonine, en face de la future ville de Venlo. Le gros village de Blerick, traversé par plusieurs chemins descendant de la colline des moulins à vents et bifurquant vers le nord, à l'est du grand champ de Meuse (Maasveld) devant le Fort Saint-Michel est étalé entre les hauts champs et les prés ou prairies des bords de Meuse, entre lesquels s'insinue la voie antonine devenue route des bords de Meuse : il pouvait apparaître comme un espace intra-muros, au contraire du village de Hout-Blerick, plus au sud et prudemment en retrait de la route antonine, le préfixe Hout ou Out indiquant fallacieusement un espace forain. La communauté de Blerick, débrouillarde, a saisi le meilleur de l'institution communale importée de France et parvient à gérer sa section de manière libre et rigoureuse, ce qui épargne des frais à Maasbree tout en renforçant estime et crédit réciproques. Un grand nombre d'événements rituels et festifs du calendrier catholique, à commencer par Carnaval et saint Nicolas, renforce la cohésion sociale de Blerick, comme celle des autres villages.
La courte occupation belge des années 1830 réveille la curiosité scientifique locale et lance d'intenses fouilles archéologiques marquées par les standards de l'époque : de multiples objets parviennent dans les réserves bruxelloises, des haches en silex rougeâtre aux pointes de flèche en fer, sans compter les artefacts romains, des stèles funéraires aux céramiques et autres débris d'armement.
Le drapeau le plus simple de Blerick, deux bandes horizontales, la supérieure de couleur jaune, l'inférieure de couleur bleu clair semble provenir d'un étendard à ciel ensoleillé de saint Lambert. Les armes récentes de Blerick proviennent de la commune générale de Maasbree, dont elle fait partie : les détails héraldiques choisis en 1853 par le ministre Z.E. van Reenen comportent un bouclier comportant au chef d'or un aigle de sable, à senestre d'azur un cerf ailé porteur d'une croix entre les cornes, d'or, un cerf bondissant à dextre de gueule. 
Pour secourir l'état du Saint-Siège en grande difficulté temporelle, les associations catholiques, s'adaptant à la forme des associations ou regroupements d'action des Réformés, recrutent dans la vallée de la Meuse des soldats d'élite pour le régiment des zouaves pontificaux, ainsi le matricule 6827 correspond au zouave pontifical engagé deux années du 18 janvier 1868 au 17 janvier 1870, soit Ludovic Grubben, né à Blérick le 2 février 1833.
La congrégation néerlandaise de la Charité chrétienne, disposant de fonds importants, fait ériger l'église consacrée à saint Antoine de Padoue. L'église saint Lambert, jugée vétuste ou nullement à la mode actuelle, est aussitôt démolie. Les paroissiens paraissent affligés devant la disparition de leur vieux sanctuaire. Monseigneur Boerman seizième évêque de Ruremond promet devant ce chagrin que la prochaine église de Blérick sera dédiée à saint Lambert.

#### Une section communale de Maasbree quasi-autonome, en croissance démographique à la Belle Époque
La petite ville, en réalité un gros village selon le guide Baedecker en 1885, au sud du fort saint-Michel en face de la ville de Venlo, a été desservie par le chemin de fer de manière précoce, notamment pour la ligne vers Bréda. La grande gare de Blérick date de 1868. L'arrivée de la ligne ferroviaire Venlo-Eindhoven sonne le glas du secteur des forts et de leurs impératifs militaires imposant une vue dégagée. En 1875, le territoire communal accusant un fort aspect rural avoisine 2 200 habitants.

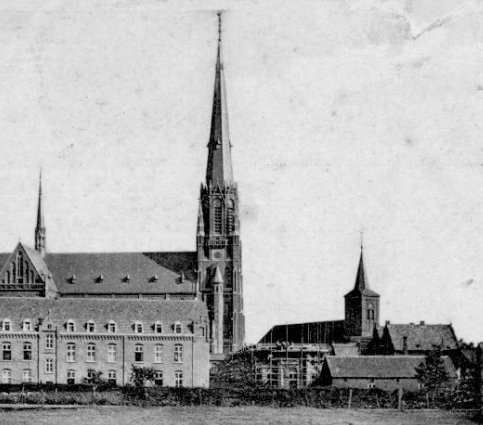
Église paroissiale saint Antoine de Padoue du XIXe siècle en 1908

Le vieux pont de chemin de fer en amont de Venloo, rejoignant directement Blerick, construit en 1864, est aménagé certes à voie unique pour les lignes d'état néerlandaise, Venloo-Nimègue et Venloo-Helmond, mais aussi pour les piétons et les voitures. Deux ponts à vocation spécifique, distinguant impérativement circulation ferroviaire et routière, sont proposées vingt ans plus tard, et les piles initialement trop massives de l'ancien pont sont réemployées pour construire au plus vite un pont ferroviaire à deux voies, pour répondre à la fréquence et l'intensification des trafics avec une meilleure sécurité.
L'appellation francophone « Blérick lez Venloo » est commune à la Belle Epoque. Les autorités de la grande ville de Venloo favorisent alors cette dénomination, car l'équipement en ponts ferroviaires et routiers permettait de profiter au mieux de Blerick et de son territoire rural proche, promu ou dégradé en simple banlieue, et de résoudre ainsi, à moindre frais, les problèmes insolubles de logements urbains. Les tentatives pour séparer Blerick de la tutelle administrative de Maasbree s'étiole, avant de se refermer en 1909 par le refus des autorités d'une simple annexion à l'espace urbain. À l'époque, une différence dialectale se remarque entre la ville de Venlo, aux locuteurs pratiquant le Venloos, proche des parlers mariniers de Meuse et ce petit centre encore peuplés de campagnards, qui parlaient le Blericks. 
Une caserne moderne d'infanterie, dénommée en l'honneur du prince Frederik-Hendrick, est construite sur l'ancien site saint Michel entre 1910 et 1913. Le grand espace ouvert, placé autrefois sous la protection des anciens forts s'est alors largement amenuisé, avant de disparaître au cours de ce siècle. Un observateur attentif peut retrouver les contours anciens, grâce aux diverses rues ou voies aux vocables évocateurs : Saint-Michel, garnison, caserne.
Lors de la course d'aviation dite « circuit européen » en 1911, la troisième étape, Liège-Utrecht avec escale obligatoire à Venloo, qui se déroule le 22 juin par grand vent, l'aviateur Duval est contraint d'atterrir prématurément à Blérick (sic), avant de gagner le terrain d'aviation de Venloo à 7 h 20 pour réparer ses avaries. L'étape — parcours de 180 km — a été survolée en un peu plus de deux heures pour les appareils les plus véloces, dirigés par les Gibert, Garros, Vidart, Beaumont ou Weymann.
Lors du grand concours sportif, organisé le 5 mai 1912 à Meersen, deux sociétés impressionnent les représentants d'associations catholiques présentes aux épreuves, après la messe militaire et le défilé solennel : il s'agit de la société Wilhelmina de Maestricht, regroupant les sous-officiers de l'école militaire, se mouvant en armes, admirée et récompensée, et de la modeste société hollandaise (sic) de Blérick. Cette dernière offre un spectacle de huit gymnastes, fortement applaudis par un public subjugué par la maîtrise affichés de corps automates : Huit hommes aux corps moulés dans un costume blanc immaculé s'appliquent à des exercices de puissance et de coordination, d'équilibre et de souplesse, créant maintes figures par des mouvements en main libre ou munie de massues. 

### Entre-deux-guerres
Au sortir de la Grande Guerre, Blerick reste officiellement une section de la commune de Maasbrée (sic), comme l'atteste la naturalisation par la loi du 10 août 1927, parue au Journal officiel d'un jeune étudiant néerlandais demeurant à Paris.
La municipalité d'entre-deux-guerre semble avoir été créer, à Blerick, pour hâter la fusion de Baarlo et Maasbree avant la Seconde Guerre mondiale. Sous l'occupation allemande, en 1940, cette municipalité de 9000 habitants a été d'autorité rattachée à Venlo, commune demandeuse, déjà frustrée depuis des décennies de cette annexion estimée salvatrice pour son économie locale.

### Temps de guerre
Le 10 novembre 1939, au voisinage de Blerick, des coups de feu impliquant des hommes en civil auraient été entendus et des rafles-déportations d'hommes seraient en cours. La zone de la frontière hollando-allemande devient incertaine et sous intimidation, les autorités néerlandaises affolées s'apprêtent à inonder les zones stratégiques et les consuls britanniques, anticipant l'invasion guerrière, rapatrient déjà leurs ressortissants des Pays-Bas.
Pourtant, il faut attendre le petit matin du 10 mai 1940, pour que les troupes de la Wehrmacht envahissent Blerick, sans déclaration de guerre préalable.

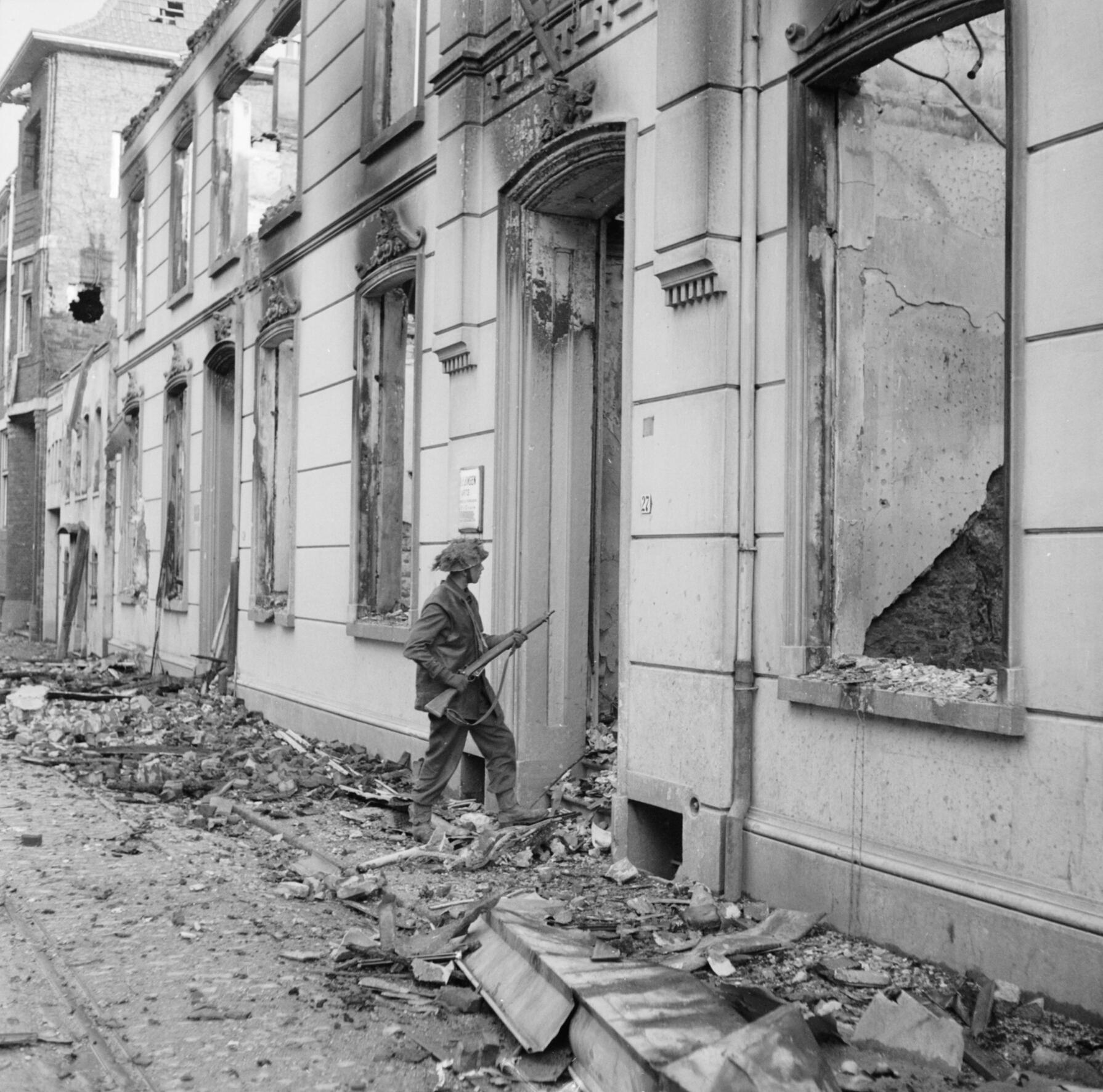
Soldat écossais de la britannique, simulant la pénétration des jours précédents, le 5 décembre 1944

En novembre 1944, la Wehrmacht regroupe ses forces autour de Venlo, après avoir abandonné Roermond et défend bec et ongle l'entrée de la Ruhr avec ses dernières unités mécanisées. Le général britannique Dempsey s'efforce de réduire cette poche de Venlo : à moins de deux kilomètres du centre-ville, sur l'autre rive de la Meuse, Blerick, faubourg de Venlo sur la rive occidentale de la Meuse, défendue par 400 soldats allemands et 1 200 mètres de barbelés et de fosses anti-chars, est approchée par ses troupes. Mais les avancées britanniques, sous les puissants tirs d'artillerie ennemies et soumises aux risques démultipliées de petites contre-attaques, sont de plus en plus chiches. Le front sous un temps de plus en plus mauvais s'enlise durablement. Pourtant, la situation en rive gauche de la Meuse facilite la prise de Blerick après le 3 décembre 1944, après d'âpres combats de rue, menés par l'infanterie progressant après des tirs de mortiers et, avec l'appui des unités mécanisés, notamment de chars chenillés, dans la campagne proche des rives de Meuse : l'objectif est officiellement atteint le dimanche 7 décembre à 7 h 45 du matin, la reddition des deux cents derniers défenseurs allemands ayant été acquise. Des véhicules blindés ont d'abord forcé les premières lignes de défense, suivis de dragueurs anti-mines et de chars transportant l'infanterie. Les batteries allemandes ont tiré plus de 300 obus, mais la réponse des batteries britanniques, renforcée par les Typhoons, a été efficace. Plus de 30 000 grenades de mortiers ont été laissés sur le terrain, soit en débris (le plus souvent) soit non explosées (rarement) sur ce champ de bataille. Un court moment au centre des combats, l'église Saint-Martinus a été détruite. Les deux ponts routier et ferroviaire entre Blerick et Venloo ont été également détruits au cours des affrontements. Le nettoyage de l'ensemble de la rive occidentale est réalisé dès le 5 décembre. La libération de l'autre rive orientale, côté Venlo, devra attendre le 1er mars 1945, la retraite des troupes allemandes provoquée par la rapide percée alliée du Rhin.

### Espace urbain et industriel, simple fraction de la grande commune de Venlo
La Reconstruction accélérée dans les années cinquante et soixante a gommé le paysage champêtre, effacé le caractère villageois des habitations, en particulier par la transformation des nombreuses cours de fermes traditionnelles en lotissement urbain ou en hall d'industrie ou de service d'entrepôt ou de maintenance en liaison avec les entreprises de transport. L'espace des diverses industries et des transports associés aux entreprises modernes a fini par accaparer le quart de la superficie du district de Blerick.
Blerick-Venlo, point nodal de transport sur la Meuse, s'inscrit ainsi dans la suite de la conurbation du Brabant, composée de Breda, Tilburg, S'Hertogenbosh, Eindhoven et Helmond. Le besoin de main d'œuvre appelée par cette mutation des Trente Glorieuses explique la présence de fortes communautés immigrées, en particulier venues du Maroc et d'autres confins méditerranéens, notamment turcs ou kurdes.

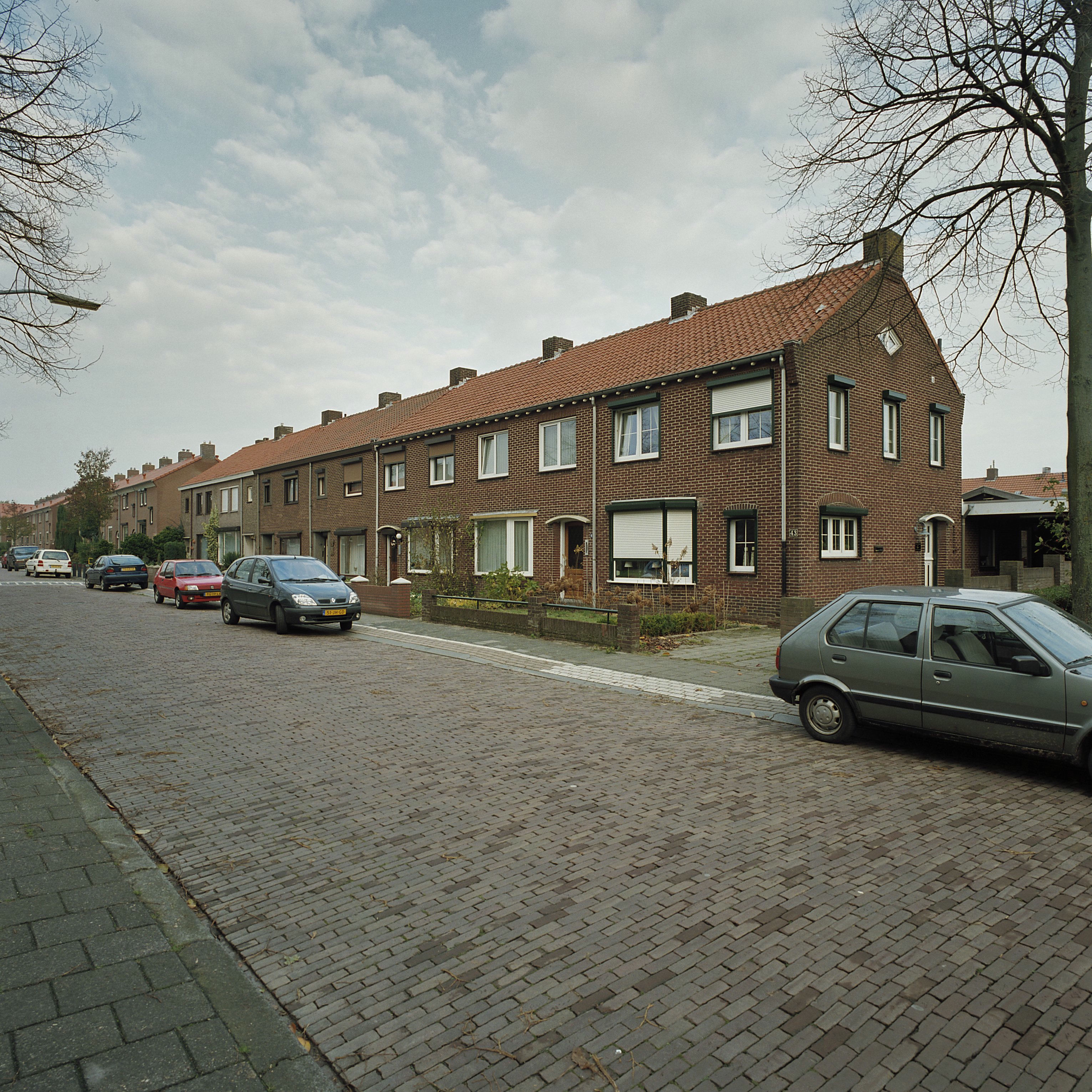
Reconstruction d'après guerre, rue spacieuse prise en 2005

L'hégémonie des transports routiers a déclassé le rail. Une large partie des imposantes installations ferroviaires a été convertie en musée ferroviaire.

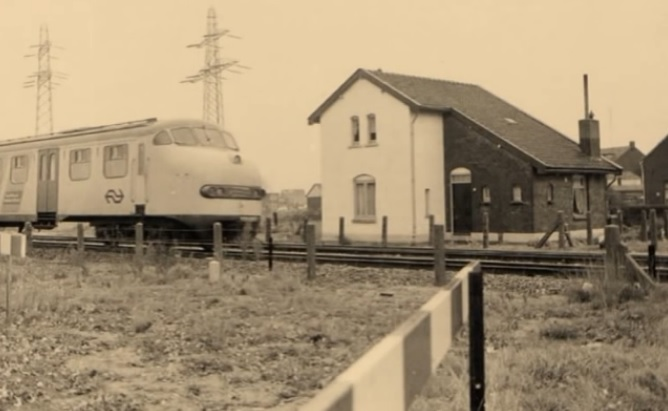
Poste de garde ferroviaire sur la voie sainte Anne avant 1960

## District urbain récent
Le district urbanisé de Blerick, encore dénommé Venlo-West ou Venlo-Blerick, subdivisé en Blerick, Hout-Blerick et Boekend, est situé sur la rive occidentale de la Meuse, en face de la ville de Venlo, et précisément au nord-ouest de son actuelle extension urbaine de la rive orientale. Une partition officielle distingue les environs du centre-ville autour du vieux village des deux quartiers excentrés, nommés « Vossener » et « Klingerberg ». Hout-Blerick et Boekend préservaient encore un aspect de village-église. En 2010 au cœur de l'espace urbanisé, se situait Tuindorp, Centrum, Hazenkamp, Hof van Blerick, Horsterweg, Molenbossen, Sint-Annakamp, 't Cour, Smeliënkamp, Vastenavondkamp, Ubroek et Zonneveld.

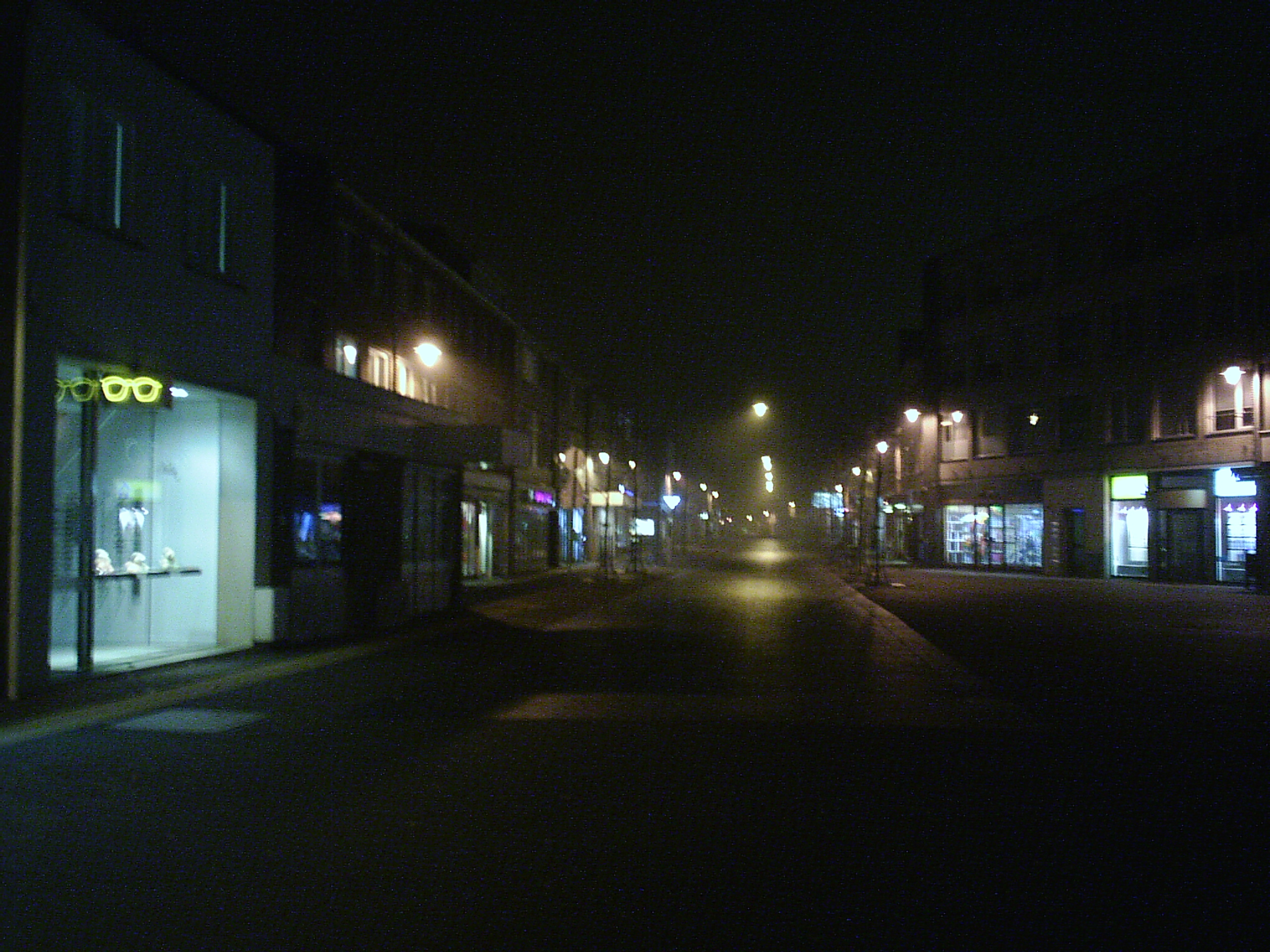
Rue du Cloître, Blerick Centre, par une nuit hivernale et brumeuse de février 2006

### Zones industrielles et de transport
Ce district est marqué par l'enserrement d'importantes zones industrielles nommées Venlo Trade Port (Nord, Est, Ouest), Business Park Venlo, Fresh Park Venlo, Flora Trade Park Venlo et Ubroek, desservies par deux axes routiers majeurs, l'autoroute A67 et l'A73, le premier menant de la Ruhr à Anvers par Eindhoven, le second de Nimègue à Maastricht, suivant l'antique couloir fluvial de la Meuse.
D'un point de vue ferroviaire, la gare de Blerick est desservie par la ligne d'état du tronçon « Breda-Maastricht », et par la ligne de la Meuse inférieure du tronçon « Venlo-Nimègue ». Le train public, nommé Intercity, permet de rejoindre Eindhoven, Rotterdam ou La Haye. Il existe encore des services de trains locaux et privés menant à Roermonde ou Nimègue.

### Organisation religieuse
En 1986, le doyenné de Venlo-Tegelen, dans le cadre de l'évêché de Roermonde, a réorganisé en fusionnant les paroisses locales existantes en deux grandes paroisses phares, toute en laissant subsister quelques particularités de patronage fort ancien pour ne pas désorienter les vieux habitants, pratiquants fidèles. Sont ainsi réunies les anciennes assemblées chrétiennes :
- au centre (saint Antoine de Padoue), à Hazemkamp (saint Hubert) et Vossener (Max Kolb) ;
- à Blérick et Smalienkamp (saint Lambert), à Blérick, Klingenberg et Vestenavondkamp (saint Jean-Baptiste), à Boekend (Cœur immaculé de Marie), Hout-Blerick (saint Joseph).

En 1974, la construction du temple « Het baken » a donné une église aux pratiquants réformés et aux divers courants évangélistes à Blerick. Ce centre protestant à l'animation mouvementée a ensuite été acquis par la Congrégation biblique de Venlo.

## Démographie

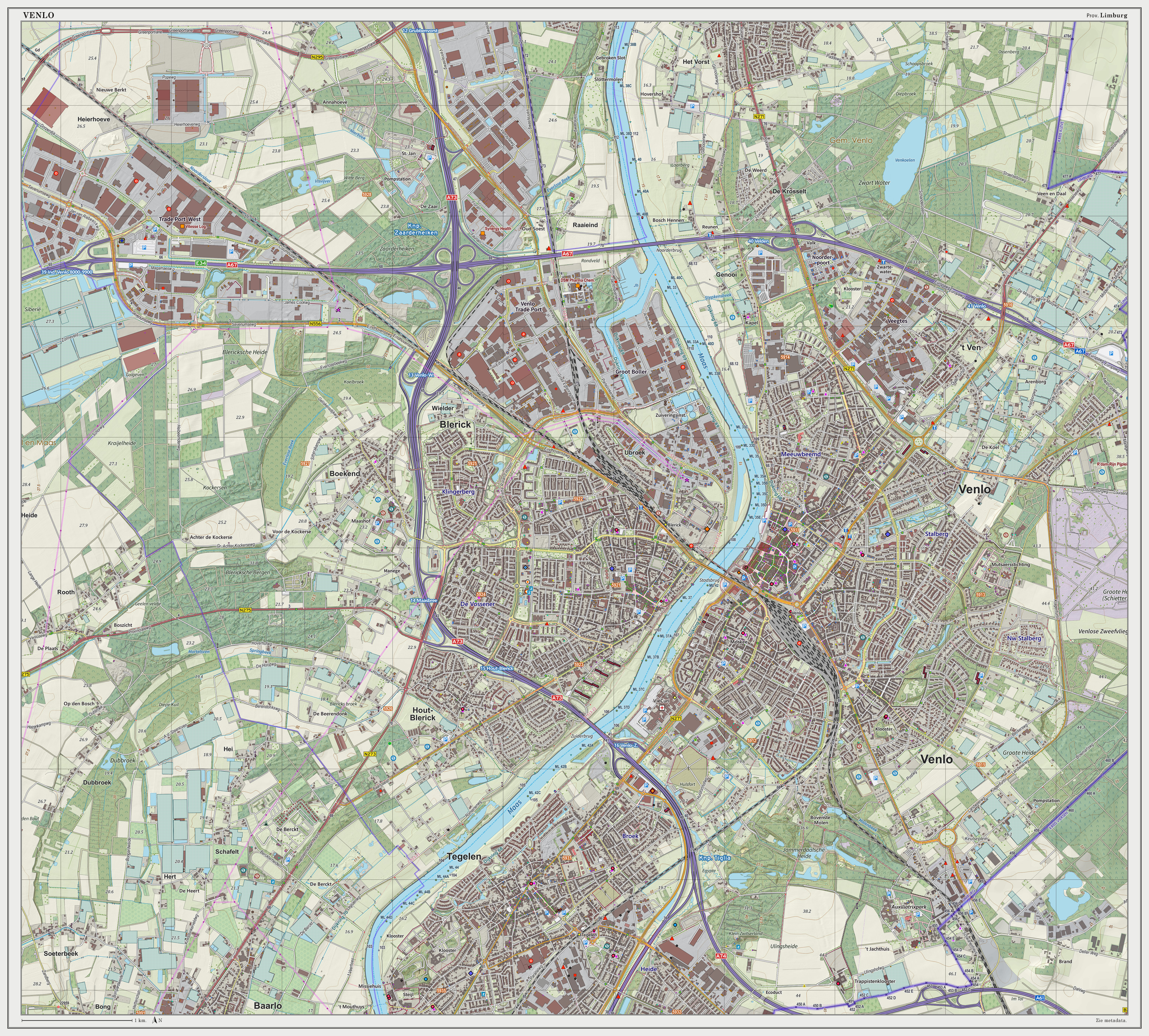
Carte topo 25 de l'habitat et des équipements de Venlo: district de Blerick à l'ouest de la Meuse

Le recensement statistique néerlandais en 2001 concernant cette aire de presque 35 km2 en comptant les espaces ripuaires et agricoles, comportant 10 866 résidences bâties sur 7,27 km2, mentionne 25 875 habitants.
La démographie est quasiment stable d'après les récents recensements. Le 1er janvier 2006, Blerick compte 27 330 habitants, et le 1er janvier 2022 27 735 habitants.
Le particularisme des habitants de Blerick, second district en termes de population de la ville de Venlo mais premier en termes de superficie, n'est nullement éteint, malgré le rattachement administratif de plus de quatre-vingt ans. Maints sportifs ou autres personnalités revendiquent encore Blerick en lieu de naissance spécifique ou d'appartenance communautaire.

## Sports
Les courses cyclistes, ainsi que la gymnastique, souvent artistique, et les sports collectifs, à commencer par le hand-ball ou le football, gagnent une importance accrue durant l'entre-deux-guerres.

### Personnalités du sport associées à Blerick et ses environs
Parmi les footballeurs de niveau international, Ahmed Ammi, marocain, qui a vécu son adolescence à Blerick ou plus récemment son compatriote à la double nationalité Aziz Khalouta, formé à Venlo qui a joué une année junior au SV Blerick, détaché de son club principal, rappellent indirectement la forte communauté marocaine des banlieues de Venlo. Ils rejoignent par la qualité de leur jeu le joueur néerlandais Rick Hoogendorp né ici en 1975 ou encore les anciens du SV Blerick, Cornelis Jan Marinus Koopal, alias « Coy Koopal » né le 22 juillet 1932 et disparu à Voerendaal le 20 décembre 2003 et Henk Rayer né le 30 octobre 1949 et décédé à Venlo le 8 septembre 2013.
Au début et au milieu du siècle dernier, la course cycliste attirait fortement les jeunes Limbourgeois et autre flamands. Harry Schoenmakers, né à Blerick, en est un illustre représentant. Il rappelle à notre mémoire le coureur sur piste, pionnier cycliste de la Belle Epoque, Mathieu Cordang.

## Autres personnalités
- Jacques Grubben, né le 21 décembre 1884 et mort le 9 février 1964, conseiller municipal, architecte de profession.
- Pierre Joseph Antoine Baetens, né à Blerick le 7 mai 1914 et mort le 28 janvier 1995, bourgmestre de Prinsenbeek.
- Chriet Titulaer, né le 9 mai 1943 à Hout-Blerick et mort le 23 avril 2017 à Driebergen-Rijsenburg, vulgarisateur scientifique dans divers médias dès les années 1970, astronome de formation et spécialiste des voyages spatiaux.
- Johannes Hyacinthus Willem Willems ou communément Willem Willems, né à Blerick le 19 juillet 1950 et mort à Amersfoort, le 13 décembre 2014, archéologue néerlandais spécialiste de l'Antiquité sur les marges de l'Imperium romanorum.
- Harold Dückers, acteur né à Blerick le 2 juin 1968.